# Ружич, Антония
Антония Ружич (англ. Antonia Ružić; род. 20 января 2003, Хорватия) — хорватская теннисистка; победительница десяти турниров ITF в одиночном разряде; четвертьфиналистка одного юниорского турнира Большого шлема в парноном разряде (Открытый чемпионат Австралии-2020).
С 2020 года Ружич представляет Хорватию на Кубке Билли Джин Кинг, где её рекорд W/L: 6—5.

## Биография
Антония Ружич родилась 20 января 2003 года в Ореховице, в Хорватии.

## Спортивная карьера
В 2021—2024 годах стала победительницей десяти турниров ITF в одиночном разряде.
В сентябре 2024 года дебютировала в WTA Туре в качестве квалификационного игрока на турнире Jasmin Open 2024 в Монастире (Тунис), где Ружич вышла в четвертьфинал, одержав победы над четвертой сеяной Надей Подорошкой и Лили Миядзаки, прежде чем уступить седьмой сеяной Лючии Бронцетти.

## Итоговое место в рейтинге WTA по годам
| Год  | Одиночный рейтинг | Парный рейтинг |
| 2024 | 145               | 574            |
| 2023 | 268               | 710            |
| 2022 | 268               | 1067           |
| 2021 | 350               | 1116           |
| 2020 | 1158              | 1123           |